# Photedes depunctata
Photedes depunctata là một loài bướm đêm trong họ Noctuidae.